# Тенисворст
Тенисворст (њем. Tönisvorst) град је у њемачкој савезној држави Северна Рајна-Вестфалија. Једно је од 9 општинских средишта округа Фирзен. Према процјени из 2010. у граду је живјело 30.207 становника. Посједује регионалну шифру (AGS) 5166028, NUTS (DEA1E) и LOCODE (DE TVT) код.

## Географски и демографски подаци
Тенисворст се налази у савезној држави Северна Рајна-Вестфалија у округу Фирзен. Град се налази на надморској висини од 36 метара. Површина општине износи 44,3 km². У самом граду је, према процјени из 2010. године, живјело 30.207 становника. Просјечна густина становништва износи 681 становника/km².

## Међународна сарадња
| Мјесто        | Држава    | Врста сарадње | Од    |
| ------------- | --------- | ------------- | ----- |
| Санкт Антонис | Холандија | контакт       | 1993. |
|               | Француска | партнерство   | 1979. |
|               | Чешка     | пријатељство  | 1994. |
| Извор         |           |               |       |